# تويوتا كامري اكس في 50
تويوتا كامري اكس في 50 (بالإنجليزية: Toyota Camry )‏ هي سيارة من صناعة تويوتا أنتجت في 2011.